# Lasiodera kirbyi
Lasiodera kirbyi là một loài bọ cánh cứng trong họ Cleridae. Loài này được Gray năm Griffith miêu tả khoa học năm 1832.